# IC 1211
IC 1211 ist eine elliptische Galaxie vom Hubble-Typ E im Sternbild Drache am Nordsternhimmel. Sie ist schätzungsweise 259 Millionen Lichtjahre von der Milchstraße entfernt.
Das Objekt wurde am 27. Mai 1889 von Lewis Swift entdeckt.